# Phyllodonta antonia
Phyllodonta antonia là một loài bướm đêm trong họ Geometridae.